# Tenkō
Tenkō (転向? letteralmente "cambio di direzione") è un termine della lingua giapponese che si riferisce al cambio di ideologia politica di numerosi socialisti e comunisti giapponesi  che, tra il 1925 e il 1945, rinunciarono alle idee di sinistra e in molti casi abbracciarono il nazionalismo.

## Storia

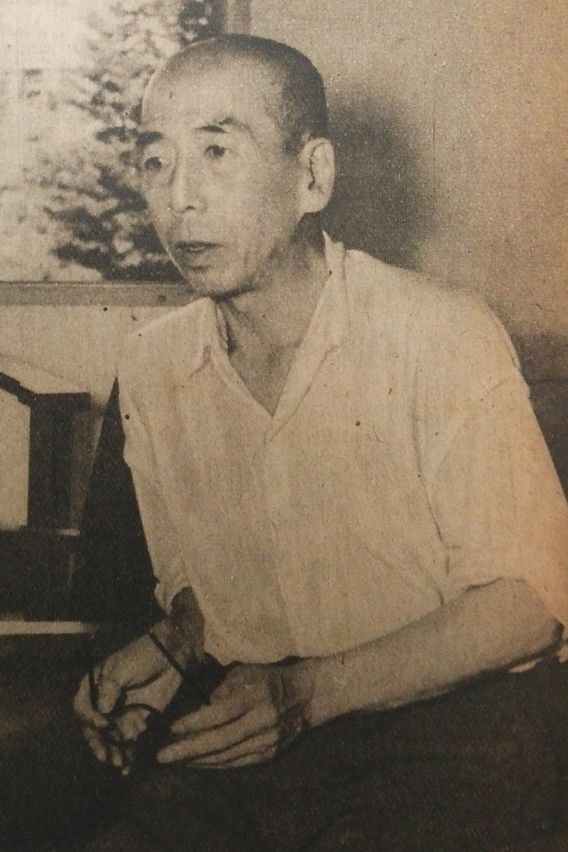
Manabu Sano nel 1948

Il Tenkō è un cambiamento di posizione ideologica da parte di radicali anti-governativi che assumevano una posizione ideologica a favore della nazione. Fu effettuato anche a causa dell'attività di controllo messa in atto dalla polizia, ed era una condizione per il rilascio dalla detenzione. L'interessato poteva inoltre reinserirsi a pieno titolo nella vita sociale giapponese. La pubblica abiura delle proprie idee politiche effettuata in questa forma venne messa in atto da circa 6000 persone.
Uno dei casi più noti di Tenkō avvenne nel giugno 1933, quando Manabu Sano (1892-1953) e Sadachika Nabeyama (1901-1979), ai vertici del Partito Comunista Giapponese, rinunciarono alla propria fedeltà alla politica comunista e al Comintern, giudicandolo uno strumento dei sovietici utilizzato contro i tedeschi e il Giappone stesso. Abbracciarono invece l'idea di una politica che fosse specificamente giapponese e che attuasse sotto l'egida imperiale alcuni degli obiettivi della rivoluzione.
La loro presa di posizione venne seguita da un'ondata di defezioni dalla base del partito e portò in breve tempo alla scomparsa dell'intera organizzazione di partito, salvo le cellule in esilio.
Per decenni il termine è servito per etichettare carriere di intellettuali attivi prima e dopo la guerra, e più in generale come una metafora per l'esperienza collettiva di un'intera generazione di giapponesi. Ma il Tenkō  fu anche un fenomeno più ampio, una sorta di riorientamento culturale di fronte alla crisi nazionale, che non sempre comportò una repressione diretta.